# لاينتشبورغ (كارولاينا الجنوبية)
لاينتشبورغ (بالإنجليزية: Lynchburg, South Carolina)‏ هي بلدة أمريكية تقع في الولايات المتحدة في Lee County. يقدر عدد سكانها بـ 588 نسمة ومساحتها 2.9 كم2 وترتفع عن سطح البحر 46 متر.

## التركيبة السكانية
حدّد مكتب تعداد الولايات المتحدة بيانات التركيبة السكانية للاينتشبورغ في تعداد الولايات المتحدة. في ما يلي، التركيبة السكانية حسب تعدادي 2000 و2010.

### تعداد عام 2000
بلغ عدد سكان لاينتشبورغ 588 نسمة بحسب تعداد عام 2000، وبلغ عدد الأسر 222 أسرة وعدد العائلات 139 عائلة مقيمة في البلدة. في حين سجلت الكثافة السكانية 200.7 نسمة لكل كيلومتر مربع (519.8/ميل2). وبلغ عدد الوحدات السكنية 262 وحدة بمتوسط كثافة قدره 89.4 لكل كيلومتر مربع (231.5/ميل2).
وتوزع التركيب العرقي للبلدة بنسبة 17.35% من البيض و73.64% من الأمريكيين الأفارقة و8.50% من الأعراق الأخرى و0.51% من عرقين مختلطين أو أكثر و8.67% من الهسبانيون أو اللاتينيون من أي عرق.
بلغ عدد الأسر 222 أسرة كانت نسبة 36% منها لديها أطفال تحت سن الثامنة عشر تعيش معهم، وبلغت نسبة الأزواج القاطنين مع بعضهم البعض 32.4% من أصل المجموع الكلي للأسر، ونسبة 27% من الأسر كان لديها معيلات من الإناث دون وجود شريك،  بينما كانت نسبة 3.2% من الأسر لديها معيلون من الذكور دون وجود شريكة وكانت نسبة 37.4% من غير العائلات. تألفت نسبة 32.9% من أصل جميع الأسر من عدة أفراد يعيشون في نفس المنزل ونسبة 14.4% كانت تتألف من شخص يعيش بمفرده يبلغ من العمر 65 عاماً أو أكثر. وبلغ متوسط حجم الأسرة المعيشية 2.65، أما متوسط حجم العائلات فبلغ 3.29.
بلغ العمر الوسطي للسكان 33.0 عاماً. وكانت نسبة 26% من القاطنين تحت سن الثامنة عشر، وكانت نسبة 14.3% بين الثامنة عشر والرابعة والعشرين عاماً، ونسبة 26.5% كانت واقعةً في الفئة العمرية ما بين الخامسة والعشرين والرابعة والأربعين عاماً، ونسبة 19.4% كانت ما بين الخامسة والأربعين والرابعة والستين، ونسبة 13.8% كانت ضمن فئة الخامسة والستين عاماً فما فوق. يوجد لكل 100 أنثى 94.7 ذكر، ويوجد لكل 100 أنثى في الثامنة عشر من عمرها فما فوق 87.5 ذكر.
بلغ متوسط دخل الأسرة في البلدة 19,250 دولارًا، أما متوسط دخل العائلة فبلغ 33,750 دولارًا. وكان متوسط دخل الذكور 22,125 دولارًا مقابل 19,318 دولارًا للإناث. وسجل دخل الفرد الخاص بالبلدة 14,608 دولارًا. وكانت نسبة 29.8% من العائلات ونسبة 31.1% من السكان تحت خط الفقر، وكان من هؤلاء نسبة 37.6% تحت سن الثامنة عشر ونسبة 44.2% في الخامسة والستين من العمر وما فوق.

### تعداد عام 2010
بلغ عدد سكان لاينتشبورغ 373 نسمة بحسب تعداد عام 2010، وبلغ عدد الأسر 162 أسرة وعدد العائلات 88 عائلة مقيمة في البلدة. في حين سجلت الكثافة السكانية 127.3 نسمة لكل كيلومتر مربع (329.7/ميل2). وبلغ عدد الوحدات السكنية 198 وحدة بمتوسط كثافة قدره 67.6 لكل كيلومتر مربع (175.1/ميل2).
وتوزع التركيب العرقي للبلدة بنسبة 15.55% من البيض و84.45% من الأمريكيين الأفارقة و2.14% من الهسبانيون أو اللاتينيون من أي عرق.
بلغ عدد الأسر 162 أسرة كانت نسبة 24.1% منها لديها أطفال تحت سن الثامنة عشر تعيش معهم، وبلغت نسبة الأزواج القاطنين مع بعضهم البعض 25.3% من أصل المجموع الكلي للأسر، ونسبة 24.1% من الأسر كان لديها معيلات من الإناث دون وجود شريك،  بينما كانت نسبة 4.9% من الأسر لديها معيلون من الذكور دون وجود شريكة وكانت نسبة 45.7% من غير العائلات. تألفت نسبة 38.9% من أصل جميع الأسر من عدة أفراد يعيشون في نفس المنزل ونسبة 14.2% كانت تتألف من شخص يعيش بمفرده يبلغ من العمر 65 عاماً أو أكثر. وبلغ متوسط حجم الأسرة المعيشية 2.30، أما متوسط حجم العائلات فبلغ 3.13.
بلغ العمر الوسطي للسكان 45.9 عاماً. وكانت نسبة 22% من القاطنين تحت سن الثامنة عشر، وكانت نسبة 9.7% بين الثامنة عشر والرابعة والعشرين عاماً، ونسبة 16.6% كانت واقعةً في الفئة العمرية ما بين الخامسة والعشرين والرابعة والأربعين عاماً، ونسبة 32.2% كانت ما بين الخامسة والأربعين والرابعة والستين، ونسبة 19.6% كانت ضمن فئة الخامسة والستين عاماً فما فوق. وتوزع التركيب الجنسي للسكان بنسبة 43.2% ذكور و56.8% إناث.

## أعلام
- جون أندرو رايس
- إليسون د. سميث